# Гадалова, Лидия Семёновна
Лидия Семёновна Гадалова (21 августа 1929 — 18 августа 2017) — передовик советского сельского хозяйства, доярка совхоза имени Ленина Ленинского района Московской области, полный кавалер ордена Трудовой Славы (1983).

## Биография
Родилась 21 августа 1929 года в деревне Картино Ленинского района Московской области. В 1946 году трудоустроилась в колхоз имени Мичурина в родной деревне. Работала на ферме, стала трудиться дояркой. В 1960 году колхоз переименован в колхоз имени Ленина Ленинского района Московской области. 36 лет отработала дояркой на Мильковской ферме совхоза. Одна из первых, кто освоил машинную дойку. Получала от каждой коровы до 6000 килограммов молока в год. 
Постоянно демонстрировала передовые результаты в работе. Была участницей выставок достижений народного хозяйства.     
Указом Президиума Верховного Совета СССР от 14 февраля 1975 года была награждена орденом Трудовой Славы III степени. 
Указом Президиума Верховного Совета СССР от 23 декабря 1976 года была награждена орденом Трудовой Славы II степени. 
Указом Президиума Верховного Совета СССР от 7 января 1983 года за успехи, достигнутые при выполнении плана и социалистических обязательств по увеличению продукции животноводства была награждена орденом Трудовой Славы I степени. Стала полным кавалером Ордена Трудовой Славы.
Проживала в родной деревне. Умерла 18 августа 2017 года. Похоронена на сельском кладбище.

## Награды и звания
- Орден Трудовой Славы I степени (07.01.1983);
- Орден Трудовой Славы II степени (23.12.1976);
- Орден Трудовой Славы III степени (14.02.1975).